# 刘有明
刘有明（1963年8月—），男，汉族，广西全州人，中华人民共和国政治人物，现任广西壮族自治区人大常委会副主任，曾任中共崇左市委书记。

## 生平
1985年毕业于广西师范学院政教系政治教育专业。1987年取得中山大学哲学硕士学位。
2008年8月，任中共梧州市委副书记。2011年3月，任广西壮族自治区党委副秘书长。
2016年1月至2021年6月，任中共崇左市委书记。
2021年1月，任广西壮族自治区人大常委会副主任。